# Mister Universo (film)
Mister Universo è un film del 2016 diretto da Tizza Covi ed interpretato da Tairo Caroli e Wendy Weber.

## Trama
Il giovane domatore di leoni Tairo Caroli è infelice della sua attuale condizione. Dopo aver perso il suo talismano, intraprenderà un lungo viaggio verso l'Italia cercando l'uomo che glielo consegnò.